# 希洛氏海豬魚
希洛氏海豬魚，為輻鰭魚綱鱸形目隆頭魚亞目隆頭魚科的其中一種，分布於西太平洋的菲律賓及馬來西亞海域，棲息深度1-3公尺，體長可達9.6公分，棲息在礁石區海域，生活習性不明。

## 擴展閱讀
維基物種上的相關：希洛氏海豬魚